# Карательная операция «Вихрь»
«Вихрь» (нем. Wirbelwind) — карательная операция немецких оккупационных властей в годы Великой Отечественной войны против партизан и населения в окрестностях села Хидра на территории Пуховичского района Минской области БССР.
Карательная операция была проведена в конце апреля 1944 г. силами арьергарда группы армий «Центр». На железнодорожные станции Осиповичи, Пуховичи, Руденск прибыли крупные силы карателей с танками и бронемашинами. Район проведения акции был взят в кольцо и блокирован. Для уничтожения деревень использовались авиация, зажигательные бомбы и миномёты. В результате операции немецкие войска убили более 500 граждан, захватили более 1000 человек с целью отправки в трудовые лагеря и в Германию.